# Dactylolabis monstrosa
Dactylolabis monstrosa är en tvåvingeart som först beskrevs av Jevgenij Nikolajevitj Savtjenko 1971.  Dactylolabis monstrosa ingår i släktet Dactylolabis och familjen småharkrankar. Inga underarter finns listade i Catalogue of Life.